# Thaddeus Stevens
Thaddeus Stevens (Danville, 4 aprile 1792 – Washington, 11 agosto 1868) è stato un politico statunitense, particolarmente celebre per il ruolo ricoperto durante la Guerra civile americana, in cui fu uno dei maggiori sostenitori dell'abolizione della schiavitù.

## Biografia
Nato nel Vermont da una famiglia originaria del Massachusetts, figlio di un fabbricante di scarpe alcolizzato che abbandonò la famiglia quando Thaddeus e i suoi tre fratelli erano ancora bambini, Stevens nonostante le difficoltà economiche riuscì a completare gli studi nel 1814 al Dartmouth College, intraprendendo successivamente una fortunata carriera in ambito legale.

## Politica
Si interessò alla politica fin da giovane, militando prima tra i Federalisti, poi tra gli Anti-massoneria, i Whig e infine si accasò al Partito Repubblicano. Divenne ben presto celebre nel mondo politico per la sua grande abilità oratoria, caratterizzata da discorsi graffianti e sarcastici in cui non esitava a mettere in ridicolo i suoi oppositori.
Nel 1833, mentre militava negli anti-massonici, fu eletto alla camera dei rappresentanti della Pennsylvania, in cui ha servito fino al 1842. Già durante questo periodo intraprese diverse battaglie per i diritti civili, contestando la costituzione statale del 1838 poiché non concedeva il voto alle persone di colore. Tuttavia in questa occasione le sue idee vennero sconfitte e il testo normativo fu approvato ugualmente. Stevens ebbe maggiore fortuna quando difese strenuamente il progetto di istruzione pubblica.
Nel 1849, militando nei Whig, fu eletto per la prima volta nella Camera dei rappresentanti fino al 1853, concentrando tutte le proprie forze per la tutela dei diritti degli ex-schiavi e delle minoranze religiose (ebrei, musulmani, cinesi e nativi americani), guadagnandosi fama di essere uno dei membri più radicali della camera. Durante questi anni collaborò intensamente per la realizzazione delle cosiddette Underground Railroad, ovvero una rete di vie di fuga per schiavi scappati.
Anche negli anni successivi fu impegnato su questo fronte, militando nel partito repubblicano con cui fu rieletto alla Camera, di cui rimarrà membro fino alla morte. Durante la presidenza di Abraham Lincoln fu uno dei maggiori sostenitori dell'abolizione della schiavitù e nel periodo della ricostruzione divenne uno degli uomini più potenti del congresso grazie alla sua influenza.

## Vita privata
Thaddeus Stevens non si sposò mai e non ebbe figli. Furono insistenti le voci su una relazione con la sua domestica nera.

## Nella cultura di massa
- Nel film Nascita di una nazione di David Wark Griffith il personaggio di Austin Stoneman è ispirato a Stevens.
- Nel film Lincoln di Steven Spielberg è interpretato da Tommy Lee Jones. In questa versione viene particolarmente esaltata la grande causticità della sua oratoria e viene data per vera la sua storia sentimentale con la governante di colore.